# Bituitus
Bituitus o segons algunes inscripcions, Betultus era un cabdill dels arverns a la Gàl·lia.
Quan el procònsol Gneu Domici Ahenobarb (cònsol el 122 aC) va iniciar el 121 aC la guerra contra els al·lòbroges, aquests van rebre l'ajut de Bituitus al front dels arverns, però els romans els van derrotar prop de la ciutat de Vindalium. Després del desastre els dos pobles es van preparar per una nova batalla que es va lliurar a la vora del riu Isèra quan aquest desemboca al Roine. El cònsol Quint Fabi Màxim, net del general Luci Emili Paule, els va anar a trobar allí a la tardor d'aquell mateix any i els va derrotar completament. Segons estimacions sens dubte exagerades, Bituitus va perdre cent vint mil homes i ell mateix va ser fet presoner traïdorament per Ahenobarb i enviat a Roma. El senat no va aprovar la conducta del procònsol i va enviar al cap gal a un exili suau a Alba. El fill de Bituitus, Congeniatus, també va caure presoner, i enviat igualment a Roma.
A Roma, Quint Fabi Màxim va celebrar un triomf on se li va concedir l'agnomen d'Al·lobrògic, i segons l'historiador Luci Anneu Flor portava al seu seguici a Bituitus muntat en un carro de guerra de plata i vestit amb la seva magnífica armadura, tal com havia aparegut al camp de batalla. També en parlen Titus Livi i Plini el Vell.